# Guermessa

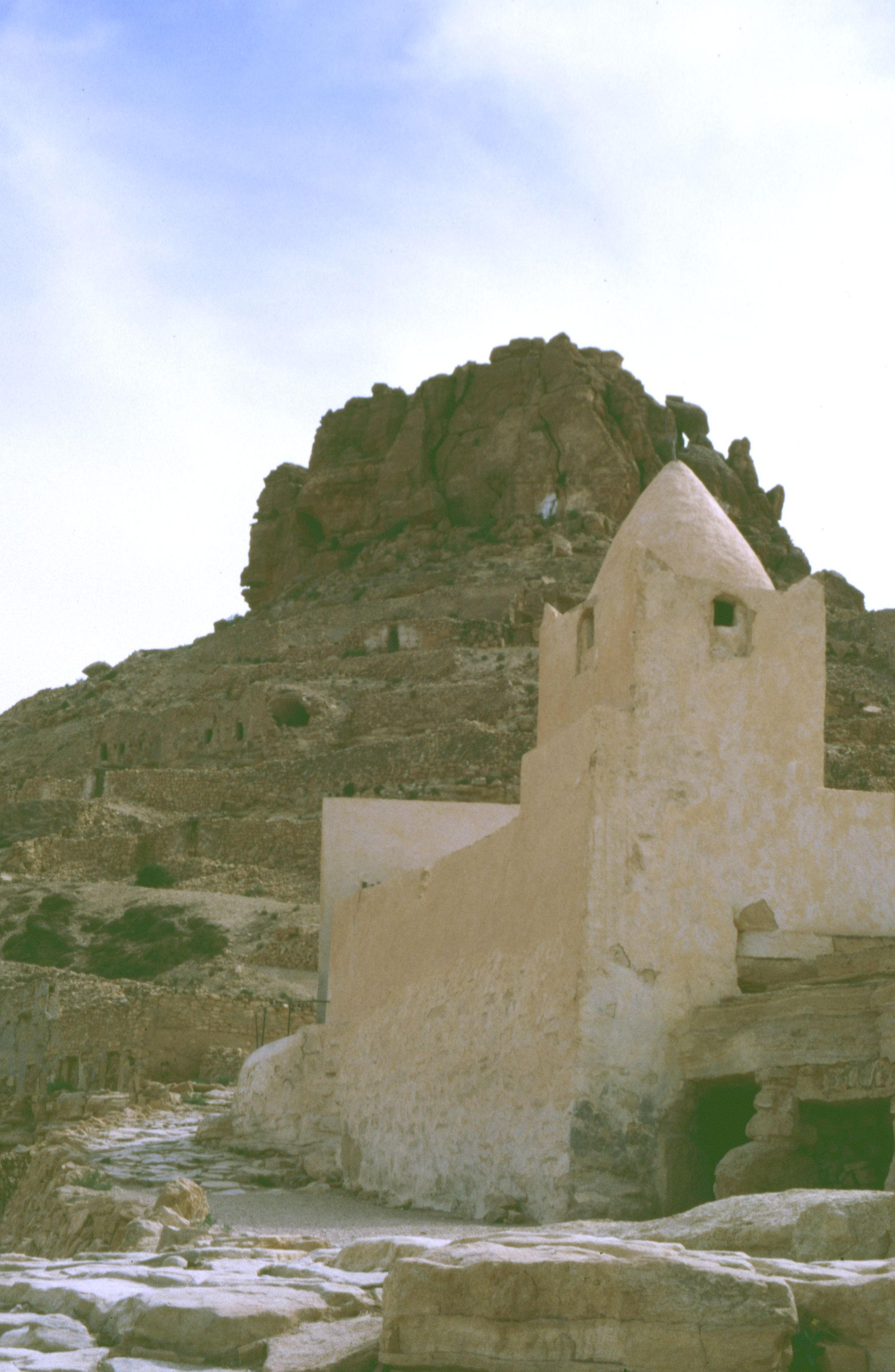
Moschee von Guermessa

Guermessa oder Qirmisa ist ein imposant gelegenes, aber weitgehend verlassenes Berberdorf im Gouvernement Tataouine im Süden Tunesiens.

## Lage
Guermessa liegt im beinahe wüstenartigen Dahar-Bergland in einer Höhe von ca. 350 m ü. d. M. und rund 21 km (Fahrtstrecke) nordwestlich von Tataouine. Die sehenswerten Orte Ghomrassen und Ksar Haddada befinden sich etwa 13 bzw. 16 km nordöstlich. Nur etwa 5 bzw. 12 km (Luftlinie) südlich liegen die sehenswerten Berberorte Chenini und Douiret.

## Wirtschaft
Die Bewohner früherer Jahrhunderte lebten als Bauern und Viehzüchter in einer halbnomadischen Lebensweise (Transhumanz), die noch bis in die erste Hälfte des 20. Jahrhunderts hinein fortdauerte. Die oft terrassenförmig angelegten Felder erhielten im Winter ein wenig Regenwasser und wurden bereits im April abgerntet; im Sommer zog man mit dem Vieh in höhergelegene Regionen des Dahar-Berglandes. Seit den 1940er Jahren ist diese Lebensweise – auch wegen des immer regenärmer werdenden Klimas – nach und nach aufgegeben worden. Seit den 1990er Jahren ist Guermessa zu einem allerdings nur selten besuchten Touristenziel geworden.

## Geschichte
Wie in nahezu allen von Berbern bewohnten Siedlungen des Maghreb existieren keinerlei Aufzeichnungen zur Geschichte des Ortes.

## Sehenswürdigkeiten
- Die landschaftliche Umgebung des Dahar-Berglandes entfaltet vor allem in den frühen Morgenstunden oder am Abend ihre Reize.
- Die aus Bruchsteinen erbaute, aber verputzte Moschee entstand erst in den 1940er Jahren. Sie verfügt über ein gedrungen wirkendes Minarett.